# Franz von Khevenhüller-Metsch

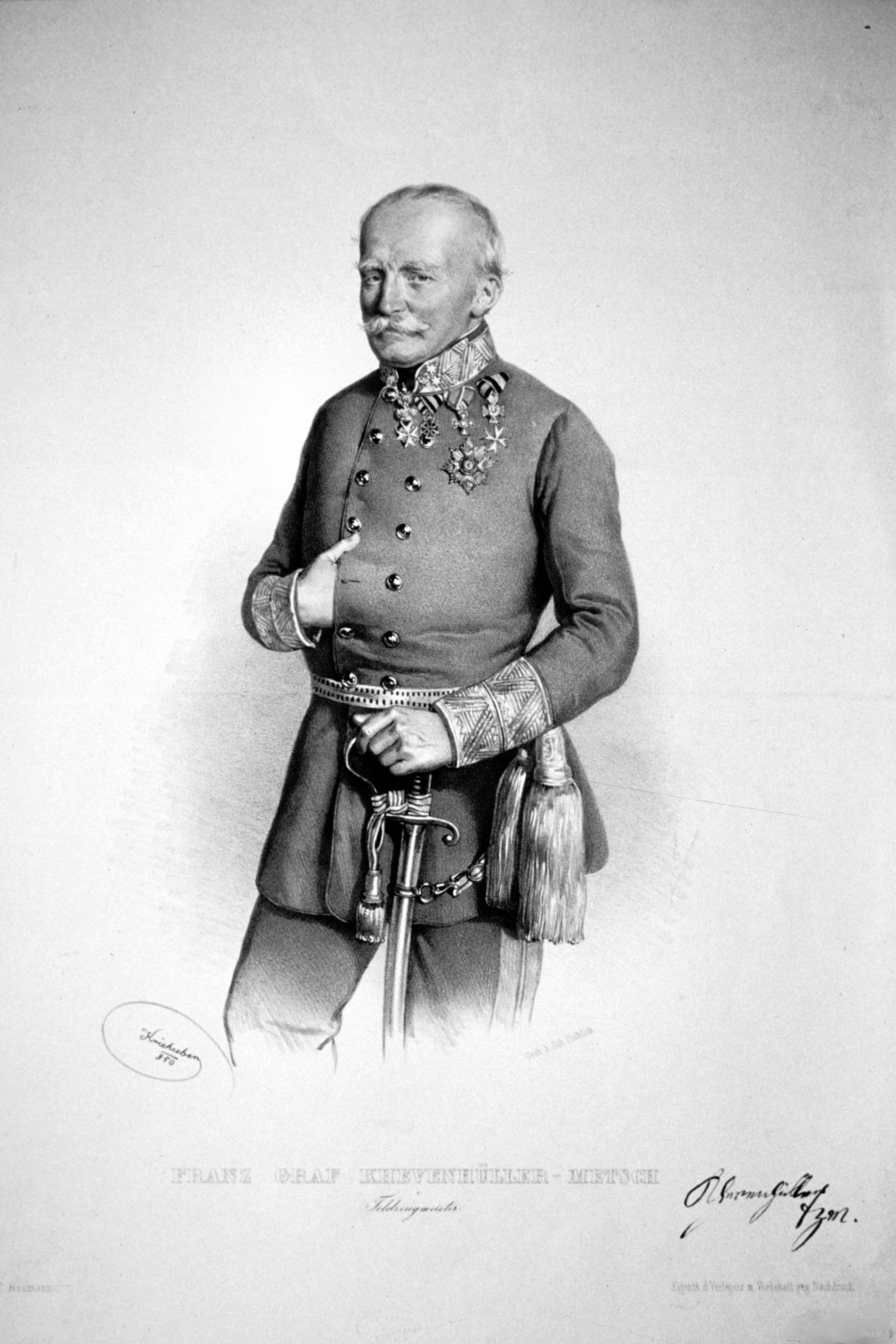
Franz von Khevenhüller-Metsch, Lithographie von Josef Kriehuber, 1850

Franz von Khevenhüller-Metsch (* 3. Oktober 1783 in Wien; † 15. November 1867 in Prag) war ein kaiserlich-österreichischer Feldzeugmeister und ab 1846 Großprior des Johanniter-Ordens von Böhmen.

## Leben

### Jugend
Franz war der Sohn des kaiserlich-königlichen Feldmarschallleutnant Graf Johann Josef von Khevenhüller-Metsch († 21. Februar 1792) und der Gräfin Maria Josefa Schrattenbach. Seine Mutter ging 1793 nach dem frühen Tod des Gatten eine zweite Ehe ein. In der Person des letzten Vizekanzler des Reiches, Reichsfürsten von Colloredo-Mannsfeld, erhielt Franz einen hochsinnigen Förderer und Stiefvater. Graf Franz wurde der Tradition seines Geschlechtes folgend als drittgeborener Sohn am 28. Juni 1783 als Justizritter in den souveränen Johanniter-Ritterorden aufgenommen, dem er infolge 79 Jahre bis zum Tode angehörte.

### In den Koalitionskriegen
Nach Besuch der Wiener Ingenieur-Akademie, wurde er 17-jährig 1800 in das 16. Infanterie-Regiment nach Italien einberufen. Noch im selben Jahre zum Premierleutnant befördert, nahm er im Mai 1800 an der Blockade von Genua teil, wegen seiner Verdienste wurde er kaum 21 Jahre alt‚ mit Überspringung der Oberleutenants-Charge 1804 zum Hauptmann befördert. Im Feldzug von 1805 kämpfte er bei der Division des
FML. Simbschen im Infanterie-Regiment Nr. 29 in der Schlacht von Caldiero. Am 8. November stand sein Regiment hinter dem Tagliamento und wurde der Division des Fürsten von Reuss unterstellt. Über Palmanova erreichte der Rückzug der Österreicher bis zum Eintritt des Waffenstillstandes am 7. Dezember Warasdin.
Am 20. Februar 1809 stand sein Regiment an der nördlichen Grenze von Oberösterreich, im Verband des I. Korps unter FML. Graf Bellegarde sollte der Einmarsch nach Bayern erfolgen. Khevenhüller wohnte dem Treffen bei Amberg und der Schlacht von Regensburg bei, im Mai und Juli 1809 focht er unter Erzherzog Karl in der Schlacht bei Aspern (21. Mai), Deutsch-Wagram (6. Juli) und bei Znaim. Nach dem Waffenstillstand wurde Khevenhüller am 14. August als Kurier in das kaiserliche Hauptquartier befohlen. Am 8. Februar 1810 gewährte ihn der Kaiser den Charakter als Major. Bis zum Jahr 1812 widmete sich Khevenhüller seinen privaten Geschäften und der Bewirtschaftung seines Gutes bei St. Leonhardt bei St. Pölten.
Am letzten Jahrestag des Jahres 1813 traf Khevenhüller bei seinem Regiment in
Mülhausen ein und nahm im Feldzug von 1814 an der Besetzung von Colmar und der Zernierung von Neu-Breisach teil. Im Jänner 1815 marschierte sein Regiment nach Deutschland, im Februar nach Koblenz, im März nach Frankfurt. Im Spätjahr rückten die Truppen kampflos nach Darmstadt und Karlsruhe ab, wo sich Khevenhüller am badischen Hofe die Zuneigung des Großherzogs erwarb, der ihm im März 1817 den Zähringer Löwen-Orden verlieh.

### Spätere Militärkarriere
Als er im April 1823 als ältester Major beim Peterwardeiner Grenz-Regiment Nr. 9 zum Oberstleutnant befördert wurde, waren ihm die Grenzzustände unbehaglich, er erbat sich beim Kaiser als ganz besondere Gnade seine Rückversetzung zur Infanterie, die ihm anstandslos gewährt wurde. 1824 stand er in Italien beim Infanterie-Regiment Nr. 13, daneben fand er Gelegenheit zur Reise nach Florenz und Mailand. FML Graf Wimpfen und Graf Bellegarde schlugen Khevenhüller 1825 zum Obersten vor, dessen Rang ihm mit der Führung eines Bataillons des Infanterie-Regiments Nr. 20 zukommen sollte.
1826 erfolgte seine Erhebung zum Komtur des Malteserordens unter gleichzeitiger Verleihung der Ordenskommende Obitz in Böhmen. Im April 1828 zum Kommandanten des Infanterie-Regiments Nr. 20 bestellt übernahm er die aktive Führung des Regiments ab 27. Mai in Josefstadt. Am 26. Mai 1833 stieg er zum Generalmajor auf, am 20. Juli übernahm er die Führung einer Brigade in Verona, der Festungskommandant GM. Freiherr von Sehe wurde dabei, sein enger und persönlicher Freund. Im Spätjahre 1834 wurde seine Brigade aus Italien nach Graz verlegt, im Winter 1835 wechselte er als Brigadier nach Wien, wurde er vom Ordenskapitel des Johanniter-Ordens zum General-Rezeptor des böhmischen Grosspriorats bestellt wurde. Zusätzlich fungierte er als außerordentlicher Gesandter und bevollmächtigter Minister des souveränen Johanniter-Ordens am kaiserlichen Hof in Wien.

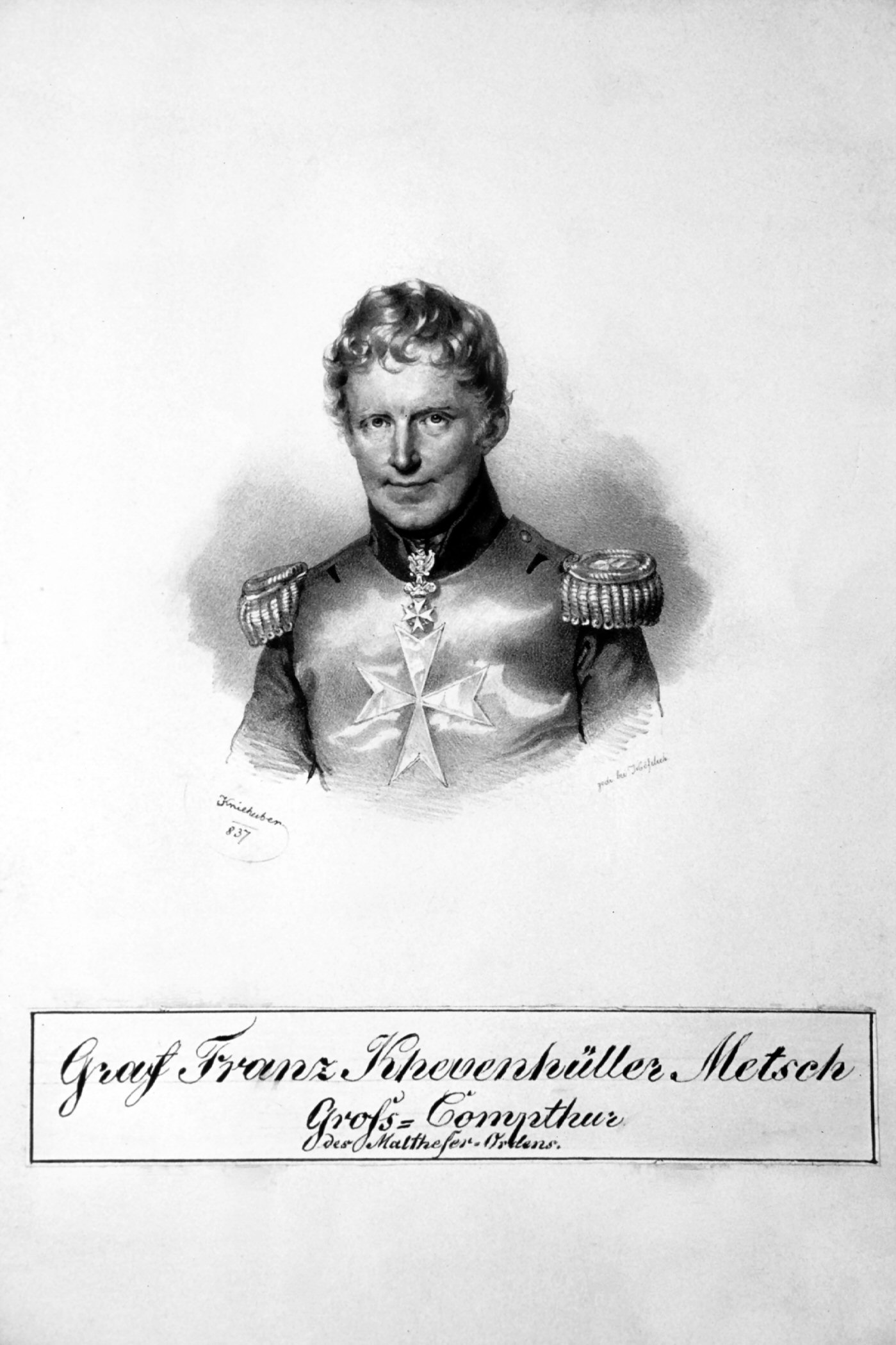
Franz Khevenhüller mit dem Großkreuz des Johanniter-Ordens, Lithographie von Josef Kriehuber 1837

Am 2. September 1840 erhielt er den Rang eines kaiserlichen Feldmarschallleutnant und wurde zum Kommandanten der Garnisonsdivision in Kaschau ernannt. Die Ernennung brachte den neuen Divisionär weiter nach Prag, von wo er im Oktober 1843 eine dienstliche Reise nach Dresden, Leipzig und Berlin unternahm. Am 31. Dezember 1841 verlieh ihm Kaiser Ferdinand die Inhaberschaft des Infanterie-Regiments Nr. 35, welches er weitere 26 Jahre vorstehen sollte.

### Johanniter-Großprior von Böhmen
Am 11. Oktober 1846 überbrachte ihn Erzherzog Friedrich das Großkreuz des Johanniterordens nach Venedig. Im Sommer reiste er privat nach Paris und London, erhielt nach seiner Rückkehr am 28. Oktober in Münchengrätz die Nachricht von dem Tod des Großpriors Graf von Merzin. Darauf erhielt Khevenhüller am 10. Dezember 1846 die Würde des neuen Großprior des Johanniter-Ordens in Böhmen, als solcher wurde er aber erst am 31. Jänner 1847 bestätigt. Die Erhebung brachte ihn in den Besitz der Grosspriorats-Domänen Strakonitz, Oberliebich und Warwaschau, während der Hauptsitz des Ordens von Böhmen in Prag verblieb.
Am 13. März 1848 traf in Prag die Nachricht von der in Wien ausgebrochenen Revolution ein. Wenige Tage darauf, am 1. Mai begann der Aufstand in Prag, dem der Stadtkommandant Fürst Windischgrätz einzudämmen suchte. Khevenhüller wohnte abwechselnd Mitte Mai in Wien auch der Revolution der dortigen Studenten bei, die Sturmpetition bewog den Kaiser zur Abreise von Wien. Am 6. Juni rottete sich das Volk in Prag zusammen, am 11. Juni verlangte eine Studentendeputation vom Kommandierenden General 2000 Gewehre. Die Fürstin Windischgrätz war eines der ersten Opfer, auch der Sohn des Fürsten, Prinz Alfred wurde schwer verwundet. General Rainer, Major van der Nüll wurden an der Spitze ihrer Truppen, von den Rebellen erschossen. In dieser gefährlichen Lage der Dinge verlor Khevenhüller keinen Augenblick seine Ruhe und stand Fürst Windischgrätz bei. Am 19. Juni endete der Prager Aufstand bei gleichzeitiger Entwaffnung der Rebellen. Fürst Windischgrätz zog an der Spitze aller verfügbaren Truppen gegen Wien, währenddessen übertrug er dem Grafen Khevenhüller das stellvertretende Generalkommando in Böhmen. Gleichzeitig als Militär- und Stadtkommandant von Prag berufen sprach er sich im Einvernehmen mit Baron Karl Mecséry von Tsoór (1804–1885) für den weiteren Belagerungszustand über die Stadt aus. Am 16. Oktober 1849 erhielt Khevenhüller vom Kaiser den Rang eines Feldzeugmeister zuerkannt. Ende 1849 zum Militär- und Zivilgouverneurs von Galizien ernannt, residierte er in Lemberg. Ab April 1850 fungierte er als Kommandierender des 14. Korps in Galizien, am 25. April besuchte er Krakau. Am 30. April erhielt er vom Kaiser die Ehrung als wirksamer Kommandierender General des vierten Armeekommandos zuerkannt. Schon am 11. Februar 1851 wieder dieser Stelle enthoben wurde Khevenhüller zum Präsident des Wiener Militär-Appellationsgerichtes ernannt. Am 29. Oktober 1852 trat er schließlich in den verdienten Ruhestand über. Die letzten Jahre seines Lebens verbrachte der Feldzeugmeister im kleinen Kreise der gräflichen Familien St. Julien und Waldstein in Prag, wo er im Alter von 84 Jahren im November 1867 verstarb.